# Радаков, Виктор Николаевич
Виктор Николаевич Радаков (Родаков) (1864—1929) — земский деятель, депутат Государственной думы I созыва от Екатеринославской губернии.

## Биография
Происходил из дворян — потомок сербского капитана Ивана Радакова, поступившего на русскую военную службу в середине XVIII века.
Родился 1 (13) ноября 1862 года в семье поручика. В 1883 году окончил Первую Харьковскую гимназию, в 1887 году со степенью кандидата прав — юридический факультет Харьковского университета. В 1888 году слушал лекции в Париже.
Возвратившись в Россию с 1890 года в течение шести лет занимался сельским хозяйством. В совместной собственности с другими лицами при деревне Юрьевке Славяносербского уезда владел 695 десятинами земли, а также имел земли при д. Вершино-Поле в Александрийской межевой канцелярии. Был земским гласным; с 1891 года — почётный мировой судья. В 1895 году выступил со смелым докладом по социо-экономическим преобразованиям на экстренном земском собрании Славяносербского уезда. По его словам: «Недостаточное наделение крестьян землей было крупной ошибкой реформы 19 февраля 1861 г.», он подчеркнул, что «наше общество слишком привыкло жить на плечах правительства, жить согласно предписаниям, приказам, распоряжениям, указам… Заботой правительства и общества должно быть развитие в нашем обществе самодеятельности». По распоряжению губернатора доклад был уничтожен. С 1896 года был председателем Славяносербской уездной земской управы и председателем попечительного совета Луганской женской гимназии. С ноября 1903 года находился под негласным надзором полиции. К 1910 году число школ в Славяносербском уезде, в том числе благодаря усилиям Радакова, возросло с 22-х до 46. В 1905 году Радаков вместе с учителем С. Рыжковым вступил в Конституционно-демократическую партию.
14 апреля 1906 года избран в Государственную думу I созыва от общего состава выборщиков Екатеринославского губернского избирательного собрания. Вошёл в Конституционно-демократическую фракцию. Секретарь распорядительной комиссии и член финансовой комиссии Думы.
После разгона Думы 10 июля 1906 года в Выборге подписал «Выборгское воззвание». В результате этого отстранен от должности председателя земской управы. По распоряжению Екатеринославского губернатора дело Радакова слушалось в уголовном департаменте Харьковской судебной палаты 8 августа 1906 г. В. Н. Радаков обратился письменно в уездную земскую управу, считая устранение своё преждевременным, так как в этот момент привлечен к суду он ещё не был. Однако 12 октября 1906 г. Радаков был всё же отстранен от должности. Позднее за подписание «Выборгского возвания» осужден по ст. 129, ч. 1, п. п. 51 и 3 Уголовного Уложения, приговорен к 3 месяцам тюрьмы и лишён права быть избранным.
После отбытия срока он вместе с семьей он переехал в Крым. Сотрудничал с редакцией журнала «Земское дело».
После октября 1917 года работал в кооперативных учреждениях; 15 июля 1926 года, через два дня после ареста князя П. Д. Долгорукова, был также арестован (одновременно с другим «выборжцем» Г. М. Линтваревым и депутатом 2-й Думы Н. Н. Познанским) и привлечён к следствию по его делу, но уже 26 августа 1926 года был освобождён.
Скончался в 1929 году в Гурзуфе.

## Семья
- Партнёр — Наталья Фёдоровна Вербовская (урождённая Розалион-Сошальская) (1875—1939). Замужем за Владимиром Ивановичем Вербовским (1854—1902). Как указывают краеведы, позднее судьба Радакова «была тесно переплетена с судьбой» Н. Ф. Розалион-Сошальской[3].
  - Дочь — Ирина Вербовская (1907—1987), в 1-м браке за Серафимом Завьяловым, во 2-м за Григорием Тонконоговым, в 3-м за Николаем Мефодьевичем Куземко[8]
  - Сын — Виктор Вербовский (1910—1944)[9][10]
- Жена — Анна Лисогуб
  - Дочь — Татьяна Викторовна Радакова (1913—1957)
  - Сын — Дмитрий Викторович Радаков (1916—1977), ихтиолог[7][11]